# جولای کوچک
جولای کوچک (نام علمی: Ploceus luteolus) نام یک گونه از سرده جولاها است.